# Photocryptus ater
Photocryptus ater är en stekelart som beskrevs av Joseph Augustine Cushman 1931. Photocryptus ater ingår i släktet Photocryptus och familjen brokparasitsteklar. Inga underarter finns listade i Catalogue of Life.